# Ван дер Линде, Антониус
Антониус ван дер Линде (нидерл. Antonius van der Linde; 14 ноября 1833, Харлем — 13 августа 1897, Берлин) — нидерландский историк, философ, теолог и библиограф, автор ряда работ по истории шахмат. По национальности голландец. С юных лет и до конца жизни жил в Германии.
Исследовал эволюцию шахмат в Европе и на Востоке. Владелец крупной шахматной библиотеки.